# Elkalyce umbriel
Elkalyce umbriel är en fjärilsart som beskrevs av William Doherty 1889. Elkalyce umbriel ingår i släktet Elkalyce och familjen juvelvingar. Inga underarter finns listade i Catalogue of Life.